# كنباث الحقول
كُنْبَاث الحقول أو کنبات الحقول أو أُمْسُوخ أو شَيَّالة أو ذنب الخيل الحقلي أو قطع وصل أو ذيل الفرس (الاسم العلمي: Equisetum arvense) هو نوع من السراخس يتبع جنس الكنباث من فصيلة الكنباثية. يسمى في بعض الأحيان بذنب الجردان، ذنب الثعلب أو ذنب الحصان, نبات عشبي من الفصيلة الكنباثية.

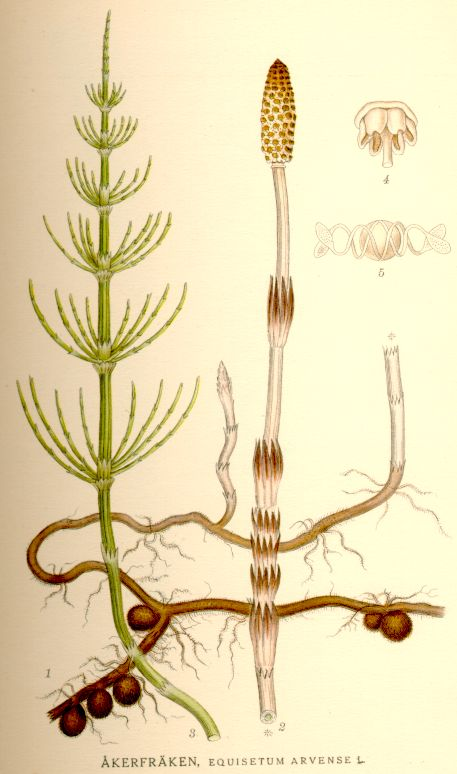
الصفات المورفولوجية لكنبات الحقول

نبات الكنباث.

## الصفات
هذه النبتة المعمرة قد تصل إلى ارتفاع ما بين 20 إلى 50 سم تمثل نوعين من الجذوع: الجذوع الخصبة والجذوع العقيمة. في كلتا الحالتين، يتم تحول الأوراق إلى حلقات الواقعة في شكل عقد من السيقان والفروع ليترك الشفاه الموجودة على صورة أكمام قصيرة ومعقدة. في هذه الفصيلة، يضم الغلاف من 6الى 12 سنا، بلون قاتم(انظر الصورة المقابلة).

## الجهاز النباتي
الجذوع العقيمة، والخضراء، تتشكل انطلاقا منأبريل حتى مايو من أصل جذمورتحت أرضي والذي يتكاثر بسرعة. براعمه تكون نحيلة تتوسطها فجوة صغيرة. تضم في عقدها تفرعات من الأغصان الورقية الرقيقة، ذات مقطع عرضي مربع الزوايا في شكل أربع نجوم مدببة.

## المسالك التناسلية
الجذوع الخصبة ليست متفرعة ولا تحمل تفرعات الأغصان الورقية الرقيقة. بل تحمل بالمقابل أذنا مسلكية مستطيلة الشكل متكونة من اكياس بوغية لاقطة مرتبة في تفرعات متطاردة، والتي تنتج جراثيم خضراء.

## المكونات
يحتوي على مقادير كبيرة من حمض السيليسليك والسليسان والسيليكا.

## الفوائد
يجدد النسيج الضام.
قاطع للنزيف ولائمة للجروح وهو مخثر ممتاز.
له مفعول قابض للجهاز بولي.
يعالج التهاب المسالك البولية (المثانةوالكلى والجهاز البولي).
مفيد لالتهاب المفاصل وهشاشة العظام.
تساقط وضعف الشعر.
التهاب وتضخم البروستات.
يساعد في تنقية الدم.
يساعد في علاج الأكزما وتهيج الجلد.
يعالج احتباس السوائل.
يعادل المعادن فيالجسم.